# Fulgencio Gil
Fulgencio Gil Jódar (Lorca, 23 de noviembre de 1972) es un político español miembro del Partido Popular y alcalde de Lorca. Fue senador de Murcia de 2015 a 2017 en las xi y xii legislaturas.

## Biografía
Fulgencio Gil está casado y es padre de tres hijos. Entre sus aficiones destacan los toros, los caballos y el running.

### Profesión
Es licenciado en Derecho por la Universidad San Pablo CEU y máster por la Universidad de Murcia. Es abogado desde noviembre de 1995. De 2007 a 2015 fue jefe del Gabinete de alcaldía de Lorca.

### Carrera política
Gil ha sido concejal en el Ayuntamiento de Lorca en dos ocasiones, una en la oposición desde el año 1999 hasta 2003, y después desde 2015. Desde ese año y hasta 2019 fue tercer teniente de alcalde asumiendo las concejalías de Régimen Interior, Economía y Hacienda, Presidencia y jefe de alcaldía además de ser el encargado de la empresa municipal Limusa.
El 20 de diciembre de 2015, fue elegido senador por la circunscripción de Murcia en el Senado siendo reelegido en 2016. Tras su designación y para poder compatibilizar su nuevo puesto con el de concejal dejó las competencias de Presidencia y Alcaldía en favor de su compañera Eulalia Ibarra.
Anunció la dimisión de su mandato parlamentario en el Senado al ser investido, por mayoría absoluta, alcalde de Lorca el 13 de mayo de 2017 tras la dimisión de su antecesor y tío carnal Francisco Jódar Alonso, nombrado días antes consejero del gobierno regional. Su escaño de senador lo ocupó Nuria Guijarro Carrillo. No obstante, su grupo parlamentario le pidió que mantuviera su mandato hasta el final del período de sesiones que finalizaba el 30 de junio a través del examen de los Presupuestos Generales del Estado, debate durante el cual tenía previsto realizar cinco intervenciones. La renuncia se hizo efectiva ese 30 de junio.
En las elecciones de 2019 se presentó como candidato a la alcaldía ganando en votos pero empatando en número de concejales (10) con el PSOE. Los dos partidos se vieron abocados a negociar con el resto de las formaciones que habían obtenido representación, consiguiendo el PSOE un acuerdo de gobierno con Ciudadanos y el apoyo de Izquierda Unida-Verdes en la investidura y perdiendo Gil la alcaldía.
Tras las elecciones de 2023 Fulgencio Gil recuperó el cargo de alcalde al haber encabezado la lista más votada y no conseguir ningún otro candidato la mayoría absoluta en la votación de elección de alcalde.